# Cândido Bento Maria Penso
Cândido Bento Maria Penso (Bellinzona, Suiça, 15 de maio de 1895 — 27 de novembro de 1959) foi um prelado de origem italiana da Igreja Católica, bispo de Goiás entre 1957 e 1959 e cofundador do Museu de Arte Sacra da Boa Morte.

## Vida
Nascido Dante Penso em 1895, em Bellinzona, Suíça, Dom Cândido perdeu a mãe durante o parto e foi criado em Veneza, Itália, por seus tios paternos. Aos 16 anos, ingressou na ordem dominicana, adotando o nome de Cândido Bento.
Durante a Primeira Guerra Mundial, Cândido serviu como soldado da saúde. Foi ordenado sacerdote em 1922, durante a ascensão do fascismo italiano. Antes de vir para o Brasil, atuou intensamente em diversas cidades italianas, incluindo Veneza, Bérgamo, Módena, Turim e Bolzano, como padre, professor, autor de conferências de rádio, fotógrafo e alpinista.
Em 1939, aos 44 anos, chegou à cidade de Goiás, nomeado padre superior do Convento de Goiás, em um período de grandes transformações políticas no Brasil, com o início do Estado Novo de Getúlio Vargas e a transferência da capital do estado de Goiás para Goiânia.
Em 4 de janeiro de 1948, Dom Cândido Penso foi consagrado bispo em Bolonha pelo cardeal Giovanni Nasalli Rocca di Corneliano. Em 17 de janeiro de 1957, foi nomeado bispo de Goiás. Ele faleceu em 1959, antes da inauguração de Brasília e do Concílio Vaticano II.
Durante suas duas décadas de atuação em Goiás, Dom Cândido realizou extensas viagens para Belém, Porto Alegre, e cidades na Argentina e no Chile, onde proferiu palestras sobre sua diocese. Ele também viajou frequentemente para a Europa e os Estados Unidos com o objetivo de angariar apoio para seus projetos,.
Em reconhecimento ao seu trabalho de investigação, conhecimento e documentação do território da Prelazia, a Câmara Municipal de Goiás concedeu-lhe o título honorífico de “cidadão goianiense”.

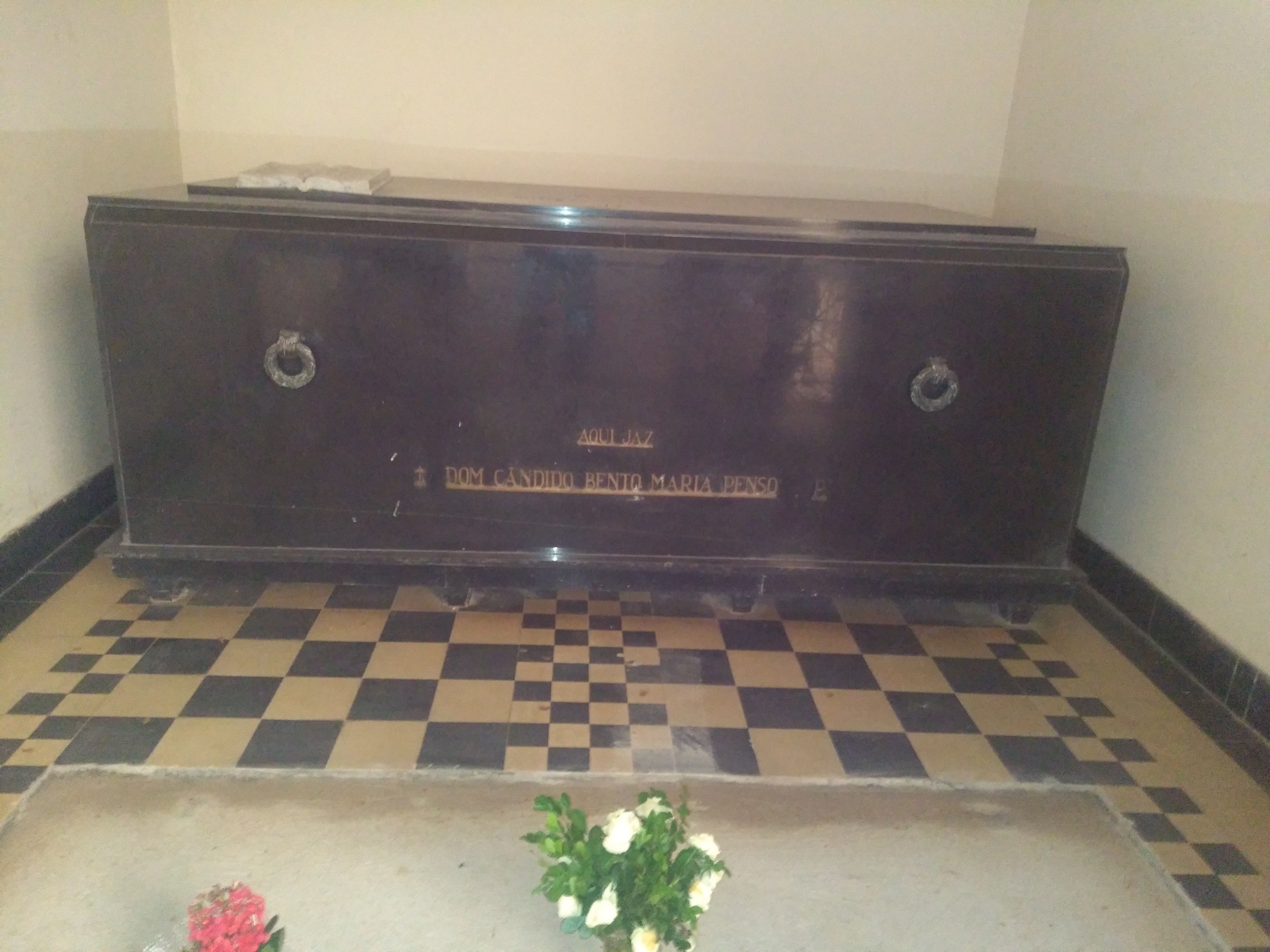
Túmulo de Cândido Bento Maria Penso